# Janusz Staszewski
Janusz Wiktor Staszewski (ur. 26 kwietnia 1903 we Włocławku, zm. 28 września 1939 w Wilnie) – historyk, archiwista, autor prac z historii wojskowości.

## Życiorys
Uczył się w szkole powszechnej w Turku, następnie ukończył Gimnazjum im. Adama Asnyka w Kaliszu. Jako ochotnik brał udział w wojnie polsko-bolszewickiej.
W latach 1924–1928 studiował historię na Uniwersytecie Poznańskim. W 1934 uzyskał stopień doktora na podstawie pracy: Walki kawaleryjskie pod Mirem i Romanowem w 1812 r. (druk: „Przegląd Historyczno-Wojskowy” tom 7).
W latach 1928–1939 pracował w Archiwum Państwowym w Poznaniu. Należał do bliskich współpracowników prof. Zygmunta Wojciechowskiego, w latach 30. XX w. był wykładowcą tajnych Powszechnych Wykładów Uniwersyteckich w Prusach Wschodnich, Wielkopolsce, Pomorzu, Śląsku; jego działalność odczytowa związana była prawdopodobnie z pracą wywiadowczą.
Zainteresowania historyczne Staszewskiego obejmowały historię wojskowości XIX wieku, dzieje Wielkopolski wschodniej (Kaliskie), biografistykę, edycję źródeł. Przygotował rozprawę habilitacyjną na temat działań wojskowych na Pomorzu w okresie napoleońskim (wydaną pośmiertnie w 1958 pt. Wojsko Polskie na Pomorzu w roku 1807). Należał do Poznańskiego Towarzystwa Przyjaciół Nauk oraz Towarzystwa Miłośników Historii Poznania.
W 1939 jako oficer rezerwy – został zmobilizowany, ciężko ranny podczas nalotu w Brześciu nad Bugiem, zmarł w szpitalu w Wilnie prawdopodobnie 28 września 1939.

## Najważniejsze prace
- Kaliski wysiłek zbrojny 1806–1813. Kalisz, 1931; publikacja dostępna w wersji zdigitalizowanej http://www.wbc.poznan.pl/Content/108968/index.djvu
- Źródła wojskowe do dziejów Pomorza w czasach Księstwa Warszawskiego; część 1: Zajęcie Pomorza 1806/7 r. Toruń, 1933 (Seria: Fontes – Towarzystwo Naukowe w Toruniu; 26);
- Przeszłość wojenna Śląska. Katowice, Warszawa, 1938;
- artykuły w czasopismach, m.in.: „Roczniki Historyczne”, „Przegląd Historyczno-Wojskowy”, „Rocznik Gdański”, „Kurier Poznański”.

opracowania biograficzne:
- Generał Michał Mycielski i udział rodziny Mycielskich w powstaniu listopadowym. Poznań, 1930 (Seria: Życiorysy Zasłużonych Polaków Wieku XVIII i XIX);
- Generał Dominik Dziewanowski. Poznań, 1933 (Seria: Życiorysy Zasłużonych Polaków Wieku XVIII i XIX);
- Generał Józef Załuski. Poznań, 1934 (Seria: Życiorysy Zasłużonych Polaków Wieku XVIII i XIX);
- Generał Edmund Taczanowski. Poznań, 1936 (Seria: Życiorysy Zasłużonych Polaków Wieku XVIII i XIX), publikacja dostępna w wersji zdigitalizowanej: Janusz Staszewski, Generał Edmund Taczanowski, Poznań, 1936 (Seria: Życiorysy Zasłużonych Polaków Wieku XVIII i XIX);
- Generał Józef Biernacki. Poznań, 1936 (Seria: Życiorysy Zasłużonych Polaków Wieku XVIII i XIX);

pośmiertnie wydano:
- Wojsko Polskie na Pomorzu w roku 1807. Gdańsk, 1958. (Seria: Biblioteka Gdańska; nr 6) – książka zawiera: życiorys Janusza Staszewskiego pióra prof. Stanisława Herbsta oraz bibliografię prac Janusza Staszewskiego.

## Rodzina
Był synem Franciszka i Zofii z Orłowskich. Ożenił się z Magdaleną z Przanowskich (1904–1978), córką Jana Przanowskiego (1873–1941). Magdalena Staszewska w czasie II wojny światowej związana była z podziemną organizacją „Ojczyzna”. Współpracowała z prof. Zygmuntem Wojciechowskim przy tworzeniu w Warszawie Tajnego Uniwersytetu Ziem Zachodnich. Po wojnie (w latach 1945–1967) pracowała w Instytucie Zachodnim w Poznaniu jako zastępca kierownika Działu Wydawniczego oraz w redakcji Przeglądu Zachodniego.
Staszewscy mieli syna – Wojciecha (1930–1996), dziennikarza.

## Ordery i odznaczenia
- Złoty Krzyż Zasługi (22 marca 1939)[5]